# Caratê nos Jogos Europeus de 2015 - Até 50 kg feminino
A competição feminina até 50 kg do caratê nos Jogos Europeus de 2015 foi realizada no Baku Crystal Hall em 13 de junho de 2015. 

## Calendário
Horário de verão do Azerbaijão (UTC+5).
| Data        | Horário | Fase                |
| ----------- | ------- | ------------------- |
| 13 de junho | 10:00   | Fase qualificatória |
| 13 de junho | 15:30   | Semifinal           |
| 13 de junho | 17:00   | Final               |

## Medalhistas
| Ouro   | TUR Serap Özçelik     |
| Prata  | AUT Bettina Plank     |
| Bronze | FRA Alexandra Recchia |

## Resultados

### Fase qualificatória

#### Grupo A
| Atleta             | J | V | E | D | Pontos | Pontos | Pontos |
| Atleta             | J | V | E | D | GP     | GC     | Dif    |
| ------------------ | - | - | - | - | ------ | ------ | ------ |
| TUR Serap Özçelik  | 3 | 3 | 0 | 0 | 12     | 0      | +12    |
| AUT Bettina Plank  | 3 | 2 | 0 | 1 | 2      | 3      | -1     |
| CRO Monika Beruleč | 3 | 1 | 0 | 2 | 3      | 4      | -1     |
| AZE Nurana Aliyeva | 3 | 0 | 0 | 3 | 0      | 10     | -10    |

|                    | Placar |                    |
| ------------------ | ------ | ------------------ |
| AUT Bettina Plank  | 1–0    | AZE Nurana Aliyeva |
| TUR Serap Özçelik  | 3–0    | CRO Monika Beruleč |
| AUT Bettina Plank  | 1–0    | CRO Monika Beruleč |
| TUR Serap Özçelik  | 6–0    | AZE Nurana Aliyeva |
| AZE Nurana Aliyeva | 0–3    | CRO Monika Beruleč |
| AUT Bettina Plank  | 0–3    | TUR Serap Özçelik  |

#### Grupo B
| Atleta                 | J | V | E | D | Pontos | Pontos | Pontos |
| Atleta                 | J | V | E | D | GP     | GC     | Dif    |
| ---------------------- | - | - | - | - | ------ | ------ | ------ |
| FRA Alexandra Recchia  | 3 | 2 | 1 | 0 | 3      | 0      | +3     |
| UKR Kateryna Kryva     | 3 | 1 | 2 | 0 | 1      | 0      | +1     |
| BLR Mariya Koulinkvich | 3 | 1 | 1 | 1 | 3      | 2      | +1     |
| GER Duygu Bugur        | 3 | 0 | 0 | 3 | 0      | 5      | -5     |

|                       | Placar |                        |
| --------------------- | ------ | ---------------------- |
| FRA Alexandra Recchia | 0–0    | UKR Kateryna Kryva     |
| GER Duygu Bugur       | 0–3    | BLR Mariya Koulinkvich |
| FRA Alexandra Recchia | 2-0    | BLR Mariya Koulinkvich |
| GER Duygu Bugur       | 0–1    | UKR Kateryna Kryva     |
| UKR Kateryna Kryva    | 0–0    | BLR Mariya Koulinkvich |
| FRA Alexandra Recchia | 1–0    | GER Duygu Bugur        |

## Finais
|  | Semifinais            | Semifinais        |   |                    | Final                 | Final |  |
|  |                       |                   |   |                    |                       |       |  |
|  |                       |                   |   |                    |                       |       |  |
|  | TUR Serap Özçelik     | 0                 |   |                    |                       |       |  |
|  | UKR Kateryna Kryva    | 0                 |   |                    |                       |       |  |
|  |                       |                   |   |                    |                       |       |  |
|  |                       |                   |   |                    |                       |       |  |
|  |                       |                   |   |                    | TUR Serap Özçelik     | 1     |  |
|  |                       | AUT Bettina Plank | 0 |                    |                       |       |  |
|  |                       |                   |   |                    |                       |       |  |
|  |                       |                   |   |                    |                       |       |  |
|  |                       |                   |   |                    | Disputa pelo bronze   |       |  |
|  |                       |                   |   |                    |                       |       |  |
|  | AUT Bettina Plank     | 2                 |   | UKR Kateryna Kryva | 0                     |       |  |
|  | FRA Alexandra Recchia | 0                 |   |                    | FRA Alexandra Recchia | 0     |  |